# Keating-Massiv
Das Keating-Massiv ist ein schroffes, hauptsächlich vereistes, 20 km langes und bis zu 2370 m hohes Bergmassiv in der antarktischen Ross Dependency. In Churchill Mountains ragt es am südlichen Rand des Kopfendes des Byrd-Gletschers auf. Zu diesem Massiv gehört Mount Fries, im Südwesten grenzt es an den Zeller-Gletscher.
Das New Zealand Antarctic Place-Names Committee benannte es 2003 nach dem neuseeländischen Politiker und Diplomaten Colin Keating, von 1997 bis 2000 Justizminister seines Landes und späterer Botschafter bei den Vereinten Nationen.